# Ali Ashfaq
Ali Ashfaq (Malé, 6 de septiembre de 1985), apodado "Dhagandey", es un futbolista profesional maldivo que juega para el Club Eagles de la Dhivehi League y la selección de las Maldivas.

## Logros

### Internacional
- Campeonato de la SAFF: 2008

### Club
PDRM FA
- Malaysia Premier League: 2014
- Copa POMIS: 2015

New Radiant Sports Club
- Maldivian FA Charity Shield: 2013
- Dhivehi League: 2006, 2012, 2013
- FA Cup: 2006, 2007, 2013
- President's Cup: 2007, 2012, 2013

VB Sports Club
- Maldivian FA Charity Shield: 2010, 2011
- Dhivehi League: 2009, 2010, 2011
- FA Cup: 2008, 2011
- President's Cup: 2010

Club Valencia
- Dhivehi League: 2001, 2002, 2003, 2004
- FA Cup: 2004
- Cup Winners' Cup: 2004, 2005
- Copa POMIS: 2001

### Individual
- Premio por anotar 50 goles con Maldivas: 2016
- Premio Jugador Joven de Maldivas: 2014
- www.eutimategoal.com's Mejor Jugador del Sur de Asia: 2014
- Jugador Más Importante del Año en Malasia: 2014
- Mejore Tres Jugadores en Malasia: 2015
- Premio Especial Haveeru como segundo máximo goleador del año: 2013
- Goleador Mundial de la IFFHS: 2013 (23 goles)
- SAFF Championship Dream Team: 2013
- Goleador en el Campeonato de la SAFF: 2021 (23 goles)
- Premio de Jugador del Año por los Aficionados del New Radiant: 2013
- Premio a la Excelencia del New Radiant SC: 2013
- Mejor gol del año del New Radiant SC: 2013 (ante el Persibo de Indonesia en la Copa AFC)
- Mejor Jugador de Año del New Radiant SC: 2013
- Jugador del Año de la SAFF por la prensa de Bangladeshi: 2009
- Jugador Favorito de Aficionados del Sur de Asia: 2009
- Mejores 10 Jugadores Asiáticos del Año: 2008, 2009
- MVP del SAFF Championship: 2008
- Goleador del SAFF Championship: 2005, 2013
- Jugador del Año por la FAM: 2004, 2009, 2011 (2° lugar), 2013
- Bota del Oro Haveeru: 2003, 2004, 2005, 2008, 2009, 2010, 2013
- Premio Haveeru al Jugador del Año de Maldivas: 2003, 2007, 2009, 2011, 2013
- Goleador de Maldivas: 2003, 2004, 2005, 2008, 2009, 2010, 2013

### Récords
- Goleador Histórico de Maldivas: 464 goles
- Goleador Histórico de la selección nacional: 57 goles
- Goleador histórico de Maldivas en la AFC Cup: 23 goles
- Primer jugador de Maldivas elegido capitán por un equipo extranjero: el PDRM FA en 2015.[1]
- Primer jugador de Maldivas en hacer un doble hat-trick en un partido internacional: 6 goles (Campeonato de la SAFF 2013: Maldives 10–0 Sri Lanka)[2]
- Primer jugador de Maldivas en anotar un triplete en la AFC Cup
- Único futbolista de Maldivas en ganar el MVP del SAFF Championship: 2008[3]
- Primer y único futbolista de Maldivas en ganar un torneo con un club extranjero: la Liga Premier de Malasia de 2014 con el PDRM FA[4]
- Único futbolista de Maldivas en ganar el premio al mejor jugador en el extranjero: 2014 (Mejor futbolista extranjero de Malasia)[5][6]
- Más joven en anotar con la selección nacional: 18 años
- Más joven en conseguir un triplete con la selección nacional: 4 goles a los 18 años (ante Mongolia en 2003)